# Fachmarktzentrum
Ein Fachmarktzentrum (FMZ) (in Österreich auch: Retail Park) ist eine Ansammlung von min. vier mittel- bis großflächigen Fachmarkt- oder fachmarkt-ähnlichen Geschäften aus verschiedenen Einzelhandelsbranchen. Im Gegensatz zu einer Fachmarktagglomeration (die aus sogenannten einzelnen Big Boxes besteht) besteht ein Fachmarktzentrum aus einem Gebäudekomplex und wird in der Regel von einem Betreiber verwaltet und vermarktet.

Beispiel für ein Fachmarktzentrum: Das Hanse-Center bei Rostock

Meist sind sie eingeschossig angelegt, haben keine ausgeprägte Mall. Ferner wird ein Fachmarktzentrum durch ein großes und kostenloses Parkplatzangebot gekennzeichnet. Ein Fachmarktzentrum ist eine Sonderform des Einkaufszentrums.
Neben typischen Fachmärkten mit bedarfsorientierten Gütern sind in der Regel auch große Supermärkte oder SB-Warenhäuser in einem Fachmarktzentrum untergebracht, um auch Güter des täglichen Bedarfs abzudecken. Die Gefahren für den mittelständischen Einzelhandel werden oft systematisch von den gemeinsamen Interessen von Stadtverwaltungen und Investoren bagatellisiert und verdrängt. Die österreichische Filmemacherin Ulli Gladik hat in ihrem Kino-Film "Global Shopping Village" exemplarisch die subtilen Mechanismen dieser Vorgehensweise und die Protagonisten dieser Prozesse dokumentiert.

## Internationale Definitionen

### Österreich
In der Definition der Österreichischen Fachvereinigung für Einkaufszentren wird als Synonym für Fachmarktzentrum auch der Begriff Retail Park verwendet. 2012 gab es in Österreich 86 Fachmarktzentren mit einer vermietbaren Gesamtfläche von über 890.400 m².

### Deutschland
Differenziert man die Shopping-Center in Deutschland nach dem Center-Typ, so stehen die Fachmarktzentren mit 21,6 Prozent hinter den klassischen Einkaufszentren an zweiter Stelle. Anfang 2011 gab es in Deutschland bereits rund 140 Fachmarktzentren mit einer Geschäftsfläche von insgesamt rund 3,75 Mio. m². Fachmarktzentren sind besonders am Stadtrand (58 Center) und in Stadtteillage (30 Center) vertreten. Nach Medienberichten sind Fachmarktzentren die Einzelhandelsimmobilien mit den höchsten Renditen (im Vergleich etwa mit Shoppingcentern).

## Gefahren für den innerstädtischen Einzelhandel

### Verödung von Innenstadt-Lagen
Oft werden durch gezielte Abwerbung von Mietern bisherige 1A-Lagen unattraktiver, des Weiteren wird durch Schaffung attraktiver großer Flächen mit oft kostenlosen Parkplätzen traditioneller Einzelhandel stark benachteiligt. Durch kleinflächigere Raumzuschnitte, weniger ebenerdige Flächen, geringere Kundenfrequenzen, schlechtere Parkmöglichkeiten, oft höhere Energiekosten und Überrepräsentation bestimmter Warensegmente wird das Konkurrenzgleichgewicht meist unweigerlich gestört. Es setzt mit zunehmend unvermieteten oder unattraktiven Flächen ein Trading-Down-Prozess ein, der kaum aufzuhalten ist. Stattdessen locken die neuen Kauflandschaften mit schein-reproduzierter Urbanität und mit Sortimentsvielfalt und professionellem Werbeauftritt durch vertragliche Bündelung der einzelnen neu angesiedelten Branchen.

### Marktkonzentration durch Filialisierung
Gerade große Filialisten sind marktinvasiv und bewirken so eine zunehmende Uniformisierung des Einzelhandels. Durch zunehmende Massenproduktion und Massenvertrieb und die saisonal abgestimmten Sondersortimente im Tchibo-Prinzip können sich Spezialgeschäfte nicht mehr finanziell tragen. Dazu kommen im Modebereich preiswerte Eigenmarken hinzu, die meist unter prekären Arbeitsbedingungen in undemokratischen oder unterentwickelten Ländern produziert werden. Den Mittelstand, den man einst ordnungspolitisch durch die genaue Definition innenstadtrelevanter Sortimente schützen wollte hat man durch die oft unreflektierte Ansiedelung zu vieler Fachmärkte stark geschwächt.